# Capela de Nossa Senhora de Fátima (Raposeira)
A Capela de Nossa Senhora de Fátima é um monumento religioso na aldeia das Hortas do Tabual, no concelho da Vila do Bispo, em Portugal.

## Descrição e história
O edifício está situado junto à entrada da povoação de Hortas do Tabual, na antiga freguesia da Raposeira. Foi construído na década de 1950, por iniciativa dos habitantes locais.